# 房裡
房裡，是臺灣苗栗縣苑裡鎮的一個傳統地域名稱，位於該鎮西部。相較於今日行政區，其範圍大致為房裡里不含南部凸出部分。

## 歷史
台灣清治末期至日治初期，房裡地區為一街庄，稱為「房裡庄」，隸屬於苗栗二堡。該庄北與苑裡庄為鄰，東與貓盂庄為鄰，南邊為山柑庄、船頭埔庄。
1901年（日治明治三十四年）11月，該庄隸屬於苗栗廳。1909年（明治四十二年）10月，改隸屬於新竹廳。1920年（大正九年），該庄改制為「房裡」大字，隸屬於新竹州苗栗郡苑裡庄。1943年，苑裡庄升格為苑裡街。
戰後苑裡街改制為苑裡鎮，隸屬於新竹縣，大字亦改制為里。1950年桃、竹、苗分治，苑裡鎮改隸屬於重新成立的苗栗縣。

## 交通
台鐵海線大致以北北東—南南西走向轉西北—東南走向經過房裡地區東部，境內雖未設站，但苑裡車站即在東北邊境外不遠處。該站屬三等站，但除少數自強號班次未停靠外，其餘各級列車均有停靠，整體業務量超出三等站的評估標準。
省道台1線又稱「縱貫公路」，是臺北至屏東楓港的平面幹道，大致以縱向曲折經過本地區中部偏東地帶，向北可前往通霄、後龍、頭份、新竹等地，向南可前往大甲、清水、沙鹿、彰化等地。
省道台61線又稱「西部濱海快速公路」，是新北八里至臺南安南的快速公路，大致以東北—西南走向經過本地區中部偏西地帶，可快速前往台灣西部海岸各地。

## 學校
- 龍德家商（部分）
- 文苑國小

## 古蹟
- 房裡蔡泉盛號（縣定古蹟）
- 房裡溪官義渡示禁碑（一般古物）
- 房裡城（已消失，僅在南門、北門處立碑）

## 廟宇
- 苑裡房裡順天宮（媽祖廟）